# Готтфрід Бартольді
Готтфрід Бартольді (нім. Gottfried Bartholdy; 8 червня 1890 — 31 грудня 1947) — німецький офіцер-підводник, капітан-лейтенант рейхсмаріне.

## Біографія
1 квітня 1909 року вступив на флот. Учасник Першої світової війни. З 22 серпня по 11 листопада 1918 року — командир підводного човна SM UC-93. 28 січня 1920 року звільнений у відставку.

## Звання
- Морський кадет (1 квітня 1909)
- Фенріх-цур-зее (12 квітня 1910)
- Лейтенант-цур-зее (19 вересня 1912)
- Оберлейтенант-цур-зее (2 травня 1915)
- Капітан-лейтенант запасу (28 січня 1920)

## Нагороди
- Залізний хрест 2-го і 1-го класу